# King of the Ring (1999)
King of the Ring (1999) — седьмое в истории шоу King of the Ring, PPV-шоу производства World Wrestling Federation (WWF, ныне WWE), на котором прошёл тринадцатый турнир «Король ринга». Шоу проходило 27 июня 1999 года на арене Greensboro Coliseum Complex в Гринсборо, Северная Каролина, США.
Основное шоу включало в себя десять матчей, причем несколько матчей предшествовали платной части шоу, транслировавшейся в прямом эфире в рамках шоу Sunday Night Heat. Главным событием был матч с лесницами, в котором Шейн Макмэн и Винс Макмэн победили Стива Остина в матче за контроль над WWF. Другим главным матчем был матч за звание чемпиона WWF, в котором Гробовщик победил Скалу и сохранил титул. На шоу были также показан финальный матч турнира «Король ринга» 1999 года между Билли Ганном и Икс-паком, который выиграл Билли Ганн и стал победителем турнира.

## Результаты
| №                                                                                             | Матч | Тип матча                                                                    | Время |
| --------------------------------------------------------------------------------------------- | --- | ---------------------------------------------------------------------------- | ----- |
| 1D                                                                                            | Мясо (с Жаклин и Терри Раннелс) победил Курта Энгла                                                                                     | Одиночный матч                                                               | -     |
| 2H                                                                                            | «Выводок» (Кристиан и Эдж) (с Гангрелом) против «Братьев Харди» (Джефф Харди и Мэтт Харди) (с Майклом Хейсом) закончился без результата | Командный матч за претеденство за командное чемпионство WWF                  | 1:28  |
| 3H                                                                                            | «Корпоративное служение» (Мидеон и Висцера) победили Биг Босс Мена                                                                      | Гандикап-матч                                                                | 1:47  |
| 4H                                                                                            | Принц Альберт (с Дрозом) победил Вэла Вениса                                                                                            | Одиночный матч                                                               | 1:57  |
| 5H                                                                                            | Кен Шемрок победил Шейна Макмэна по дисквалификации                                                                                     | Одиночный матч                                                               | 0:47  |
| 6                                                                                             | Икс-пак победил Хардкора Холли по дисквалификации                                                                                       | Четвертьфинальный матч турнира «Король ринга»                                | 3:02  |
| 7                                                                                             | Кейн победил Биг Шоу | Четвертьфинальный матч турнира «Король ринга»                                | 6:36  |
| 8                                                                                             | Билли Ганн победил Кена Шемрока по решению судьи                                                                                        | Четвертьфинальный матч турнира «Король ринга»                                | 3:37  |
| 9                                                                                             | Роуд Догг победил Чайну (с Трипл Эйчем)                                                                                                 | Четвертьфинальный матч турнира «Король ринга»                                | 13:21 |
| 10                                                                                            | «Братья Харди» (Джефф Харди и Мэтт Харди) (с Майклом Хейсом) победили «Выводок» (Кристиан и Эдж) (с Гангрелом)                          | Командный матч за претеденство за командное чемпионство WWF                  | 4:49  |
| 11                                                                                            | Билли Ганн победил Кейна | Полуфинальный матч турнира «Король ринга»                                    | 5:25  |
| 12                                                                                            | Икс-пак победил Роуд Догга | Полуфинальный матч турнира «Король ринга»                                    | 3:08  |
| 13                                                                                            | Гробовщик (c) (с Полом Берером) победил Скалу                                                                                           | Одиночный матч за титул чемпиона WWF                                         | 19:11 |
| 14                                                                                            | Билли Ганн победил Икс-пака | Финальный матч турнира «Король ринга»                                        | 5:33  |
| 15                                                                                            | Винс Макмэн и Шейн Макмэн победили Стива Остина                                                                                         | Гандикап-матч с лестницами за полный контроль над World Wrestling Federation | 17:13 |
| D — означает тёмный матч H — означает матч на Sunday Night Heat (c) — чемпион на начало матча | |                                                                              |       |